# Space Pilot 3000
«Space Pilot 3000» (с англ. — «Космический пилот 3000») — первый эпизод первого сезона мультсериала «Футурама», который был показан в Северной Америке 28 марта 1999 на канале Fox.
В России этот эпизод впервые был показан 10 декабря 2001 на канале Рен-ТВ. В основе сюжета лежит криогенная заморозка главного героя сериала Филипа Дж. Фрая и события первого дня после его пробуждения через тысячу лет. Эпизод задаёт футуристическое направление всего сериала, вдохновлённое множеством классических научно-фантастических фильмов, таких как «Звёздный путь» и «Джетсоны», и создаёт основу для событий, которые произойдут в будущих сезонах.
Слоган сериала написан так: «Добро пожаловать в мир Завтрашнего дня!».
Эпизод был написан Мэттом Грейнингом и Дэвидом Коэном. Режиссёрами выступили Рич Мур и Грегг Ванзо. Дик Кларк и Леонард Нимой появились в серии в роли самих себя.
В целом эпизод собрал положительные отзывы критиков.

## Сюжет

Первый взгляд Фрая на будущее

В канун Нового 2000 года развозчик пиццы из Нью-Йорка Филип Дж. Фрай получает заказ на доставку пиццы в лабораторию прикладной криогеники. Заказ оказывается розыгрышем. Расстроенный и удручённый, Фрай останавливается в одной из лабораторий, чтобы съесть пиццу, и нечаянно падает в криогенную камеру. Та автоматически срабатывает, и Филип оказывается замороженным ровно на 1000 лет. В будущем его встречают врачи, работающие в центре. После того, как Фрай приходит в себя, его направляют на процедуру распределения судьбы к офицеру Туранге Лиле. Она собирается вживить ему в руку карьерный чип, но Фрай отказывается от процедуры и сбегает.
Фрай пытается найти своего единственного живого родственника — пра-пра…пра племянника профессора Хьюберта Фарнсворта. Во время поисков Фрай подружился с роботом, которого зовут Бендер. Он бросил свою работу и пытался покончить жизнь в будке самоубийств после того, как узнал, что прутья, которые сгибал Бендер, используются для производства этих будок. Вместе они прячутся от Лилы в Музее голов, где они общаются с историческими личностями. Фрай и Бендер спускаются под землю, где видят руины Старого Нью-Йорка.
В итоге Лила находит Фрая и он, подавленный тем, что все, кого он знал и любил, умерли, соглашается с тем, что он должен работать разносчиком пиццы. Неожиданно Лила соглашается с Фраем — она тоже одинока и ненавидит свою работу — поэтому она уходит с работы и присоединяется к Фраю и Бендеру в качестве рабочих дезертиров. Три дезертира, с помощью Профессора Фарнсворта, убегают от полиции на корабле компании «Планетный экспресс» во время залпов новогоднего фейерверка. В начале 3000 года Фарнсворт принимает троицу на работу — они становятся новой командой «Планетного экспресса». Фрай радуется, что его приняли на работу курьером.

## Производство

### Отсылки к будущим сериям

Тень на полу, которая, как позже выяснилось, принадлежит Зубастику.

Хотя эта серия и создавалась как пилотная, она имеет множество пасхальных яиц, которые объясняются только в следующих сериях. В сцене, когда Фрай падает в морозильную камеру, на полу появляется странная тень. Этот момент объясняется в серии «The Why of Fry» — это Зубастик столкнул Фрая в морозильную камеру для того, чтобы в будущем тот спас Землю от огромных летающих мозгов. Исполнительный продюсер Дэвид Коэн утверждает, что изначально сценаристы планировали показать большой заговор, который предшествовал попаданию Фрая в будущее. В полнометражном фильме «Футурама: Большой куш Бендера» нападение летающих тарелок на Землю и уничтожение Старого Нью-Йорка объясняется тем, что это Бендер уничтожил всё после того, как украл Нобелевскую премию мира. В конце серии профессор Фарнсворт предлагает Фраю, Лиле и Бендеру стать новым экипажем Планетного экспресса, специализирующегося на доставке грузов. Профессор вставляет новой команде чипы старой команды, вытащенные из конверта с названием «Содержимое желудка космической осы». В эпизоде «The Sting» команда Планетного экспресса встречает корабль старой команды, правда, в улье космических пчёл. Обсуждая этот эпизод, сценарист серии «The Sting» Патрик Веронне сказал:

Мы полностью развеяли всю ложь из пилотной серии.
Оригинальный текст (англ.)We made liars out of the pilot.

В этой серии впервые появляется вымышленная технология, которая позволяет поддерживать жизнь в голове человека с помощью специальной жидкости. Таким образом авторы могут показывать знаменитостей из далёкого прошлого, а все герои сериала могут разговаривать и взаимодействовать с ними. Так авторы могут комментировать события XX и XXI веков в сатирической форме.

## Критика
По мнению Роба Оуэна из американской газеты Pittsburgh Post-Gazette, несмотря на юмор того же плана, что и в «Симпсонах», эпизод получился не столь смешным и остроумным, но при этом критик отметил, что начало вышло неплохим.
Эндрю Биллен из британского журнала New Statesman посчитал основу эпизода неоригинальной, но также высказался оптимистично по поводу будущих серий.

## Персонажи
Список персонажей, впервые появившихся в мультсериале:
- Филип Дж. Фрай
- Туранга Лила
- Мишель
- Мистер Пануччи
- Бендер
- Тэрри
- Смитти и Урл
- Голова Ричарда Никсона
- Профессор Хьюберт Фарнсворт
- Голова Леонарда Нимоя
- Голова Дика Кларка
- Голова Мэтта Грейнинга
- Ипги
- Луи
- Человек Номер 9